# The Jordans
The Jordans est un groupe instrumental brésilien, actif entre 1958 et 1964. Ils sont considérés comme l'un des groupes « ayant la plus longue histoire dans le rock de ce pays ».

## Histoire
Nommé d'après The Jordanaries, le groupe qui accompagne Elvis Presley à ses débuts, le groupe commence sa carrière en janvier 1958 dans le quartier de Mooca à São Paulo, au Brésil. Les amis Aladdin (guitariste Romeu Mantovani Sobrinho), Sival (Olímpio Sinval Drago, également guitariste) et le batteur Tiguês créent le groupe Three Players. Tiguês cède la place à Foguinho (Valdemar Botelho Jr.) et, en 1961, sous le nom de The Jordans, sort l'album A Vida Sorri Assim, enregistré avec la formation classique : Aladdin, Sival, Foguinho, Tony (José de Andrade, bassiste), le saxophoniste Irupê et le guitariste Mingo - qui quittera plus tard le groupe pour former The Clevers, l'embryon d'Os Incríveis.
Le premier album des Jordans, Bouddha, sort en 1961, sept ans seulement après le premier single d'Elvis Presley (That's All Right Mama) et avant même les débuts des Beatles (Love Me Do, en 1962) et des Rolling Stones (Come On, en 1963). L'album Suspense, sorti fin 1961, contient le morceau Blue Star, qui reste en tête des hit-parades pendant plus de six mois. Grâce à ce succès, le groupe apparaît dans des émissions de radio telles que Ritmos da Juventude sur Rádio Nacional, Whiskey a Go Go sur TV Excelsior et dans des programmes de TV Record tels que Astros do Disco, Show do Dia 7 et Jovem Guarda, où ils se produisent jusqu'en 1967, notamment en tant que groupe d'accompagnement de Roberto Carlos.
Lors d'une tournée en Europe en 1967, les Jordans sont restés coincés dans un studio avec les Beatles pendant 20 minutes. À cette occasion, John Lennon en profite pour conserver cinq disques du groupe, sur lesquels il aurait appris à Ringo Starr à jouer de la bossa nova à la batterie.
En 1972, le groupe se sépare, chacun suivant sa propre voie en dehors de la musique. Ils se retrouveront 20 ans plus tard sur la compilation 35 Anos de Rock Instrumental. De temps en temps, le groupe se réunit pour interpréter d'anciens succès lors d'événements spéciaux. En 2015, ils se produisent à la Virada Cultural São Paulo ; en 2016, c'est au tour de l'émission Eternamente Jovem sur la station de radio Difusora AM dans l'État d'Alagoas.